# المهاجر (فلم 1917)
المهاجر (بالإنجليزية: The Immigrant)، وهو فيلم كوميدي أمريكي صامت من عام 1917 بطولة تشارلي تشابلن تم إنتاجه في شركة موتوال فيلم.

## القصة
يحتوي الفيلم على عناصر من الهجاء والسخرية والرومانسية بالإضافة إلى الشعر السينمائي، كانت الفكرة الأصلية للفيلم عبارة عن نسخة مختلفة من فيلم "تريلبي". تدور قصة الفيلم حول تشارلي، المهاجر الذي يتحمل رحلة صعبة ويواجه المشاكل بمجرد وصوله إلى أمريكا.

## طاقم التمثيل
- تشارلي تشابلن - مهاجر
- إدنا بيرفيانس - مهاجرة
- اريك كامبل - رئيس الخدم
- ألبرت أوستن - مهاجر بدوار البحر / مقدم العشاء
- هنري بيرغمان - الفنان
- كيتي برادبوري - الأم
- فرانك جي كولمان - قائد السفينة / صاحب المطعم
- توم هارينجتون - مسجل الزواج
- جيمس كيلي - رجل رث في المطعم
- جون راند - مقدم العشاء سكران الذي لا يستطيع الدفع

## وصلات خارجية
- الفيلم القصير The Immigrant متوفر للتحميل من موقع أرشيف الإنترنت [المزيد]
- المهاجر على موقع IMDb (الإنجليزية)
- المهاجر على موقع روتن توميتوز (الإنجليزية)
- المهاجر على موقع ألو سيني (الفرنسية)
- المهاجر على موقع أول موفي (الإنجليزية)
- المهاجر على موقع فيلمافينيتي (الإسبانية)
- المهاجر على موقع قاعدة بيانات الأفلام السويدية (السويدية)
- المهاجر على موقع قاعدة بيانات الفيلم (الإنجليزية)
- المهاجر على موقع ليتربوكسد (الإنجليزية)
- المهاجر على موقع كينوبويسك (الروسية)
- The Immigrant على موقع أول موفي.
- The Immigrant at Charlie Chaplin info
- The Immigrant (1917) - full film على يوتيوب